# Koenzim F420-0:L-glutamatna ligaza
Koenzim F420-0:-glutamatna ligaza (EC 6.3.2.31, CofE-AF, MJ0768, CofE) je enzim sa sistematskim imenom L-glutamat:koenzim F420-0 ligaza (formira GDP). Ovaj enzim katalizuje sledeću hemijsku reakciju
GTP + koenzim F420-0 + L-glutamat {\displaystyle \rightleftharpoons } GDP + fosfat + koenzim F420-1
Ovaj protein katalizuje the sukcesivnu adiciju dva glutamatna ostatka na kofaktor F420 putem dve nezavisne reakcije.

## Literatura
- Nicholas C. Price; Lewis Stevens (1999). Fundamentals of Enzymology: The Cell and Molecular Biology of Catalytic Proteins (Third изд.). USA: Oxford University Press. ISBN 019850229X.
- Eric J. Toone (2006). Advances in Enzymology and Related Areas of Molecular Biology, Protein Evolution (Volume 75 изд.). Wiley-Interscience. ISBN 0471205036.
- Branden C; Tooze J. Introduction to Protein Structure. New York, NY: Garland Publishing. ISBN 0-8153-2305-0.
- Irwin H. Segel. Enzyme Kinetics: Behavior and Analysis of Rapid Equilibrium and Steady-State Enzyme Systems (Book 44 изд.). Wiley Classics Library. ISBN 0471303097.

## Spoljašnje veze
- Coenzyme+F420-0:L-glutamate+ligase на 